# UFC 32
UFC 32: Showdown in the Meadowlands foi um evento de artes marciais mistas promovido pelo Ultimate Fighting Championship, ocorrido em 29 de junho de 2001 no Continental Airlines Arena em East Rutherford, New Jersey. O evento foi transmitido ao vivo no pay per view, e depois vendido em home video.

## Antecedentes
O card teve como evento principal a primeira luta pelo Cinturão Meio Pesado do UFC (anteriormente chamada de "Peso Médio") entre Tito Ortiz e Elvis Sinosic. O evento também contou com a primeira aparição do futuro Campeão Peso Pesado do UFC, Ricco Rodriguez.
UFC 32 marcou a última aparição do comentarista Jeff Blatnick, que estava no UFC desde o UFC 4. O poster do evento mostra as torres do World Trade Center no fundo. Menos de 3 meses após o evento, elas foram destruídas nos ataques de 11 de Setembro.

## Resultados
Nota 1 Pelo Cinturão Meio-Pesado do UFC.